# Vernor Finch
Vernor Clifford Finch, född 1883, död 1959, var en amerikansk geograf.
Vernor Finch blev professor vid Wisconsin University i Madison 1927, och har bland annat utgett Geography of the world's agriculture (tillsammans med O. E. Baker, 1917), Economic geography (tillsammans med R. H. Whitbeck, 1924) och Elements of geography (tillsammans med G. T. Trewartha, 1936).